# Dennisiella asetosa
Dennisiella asetosa är en svampart som beskrevs av D.R. Reynolds & G.S. Gilbert 2005. Dennisiella asetosa ingår i släktet Dennisiella och familjen Coccodiniaceae.   Inga underarter finns listade i Catalogue of Life.